# Бихарци
Бихарците спадат към индоарийските народи.

## Географско разпределение
Бихарците са един сред най-голмите народи в Индия, като съставляват около 10,4 % от населението, те са основна население в щата Бихар. В Бангладеш представляват втора по големина етническа група след бенгалците, като съставляват 1,3 % от населението.